# Baturaja (Pesisir Utara)

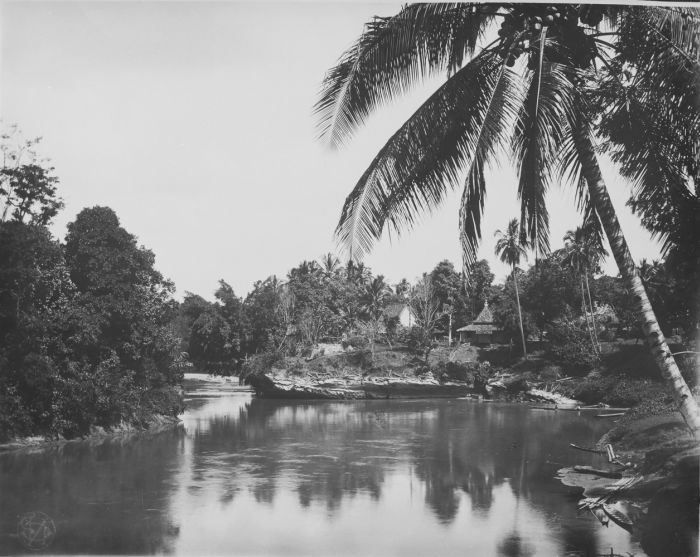
Moskee op de oever van de rivier Ogan bij Batoeradja

Baturaja (voor 1947: Batoeradja, Indonesisch voor Koningssteen) is een plaats op Sumatra in het bestuurlijke gebied Lampung Barat in de provincie Lampung, Indonesië. Het dorp telt 1230 inwoners (volkstelling 2010).